# Bagieńsko
Bagieńsko (deutsch Baginsken, 1938 bis 1945 Bürgersee) ist ein Ort in der polnischen Woiwodschaft Ermland-Masuren. Er gehört zur Gmina Miłomłyn (Stadt-und-Land-Gemeinde Liebemühl) im Powiat Ostródzki (Kreis Osterode in Ostpreußen).

## Geographische Lage
Bagieńsko liegt am Bürgersee (polnisch Jezioro Bagieńsko, wohl auch Jezioro Blejczak) im Westen der Woiwodschaft Ermland-Masuren, neun Kilometer nordwestlich der Kreisstadt Ostróda (Osterode in Ostpreußen).

## Geschichte
Im Jahre 1852 wurde das damalige Baginski, ein Ort mit verstreuten kleinen Gehöften, gegründet. Bis 1945 handelte es sich um eine Ortschaft innerhalb der Stadtgemeinde Liebemühl (polnisch Miłomłyn) im Kreis Osterode in Ostpreußen. Aus politisch-ideologischen Gründen der Abwehr fremdländisch erscheinender Ortsbamen wurde Baginsko am 3. Juni – amtlich bestätigt am 16. Juli – 1938 in „Bürgersee“ umbenannt.
Als 1945 in Kriegsfolge das gesamte südliche Ostpreußen an Polen überstellt wurde, war auch Bürgersee davon betroffen. Der Ort erhielt die polnische Namensform „Bagieńsko“ und wurde aus der dann Miłomłyn genannten Stadt in die neu errichtete Stadt-und-Land-Gemeinde Miłomłyn umgegliedert und als Dorf verselbständigt. Die Gmina Miłomłyn gehört zum Powiat Ostródzki (Kreis Osterode in Ostpreußen) und war von 1975 bis 1998 der Woiwodschaft Olsztyn, ist seither aber der Woiwodschaft Ermland-Masuren zugeordnet.
Der Ministerrat Polens gewährte am 17. Mai 2016 der Stadt Miłomłyn mit den Dörfern Tarda (Tharden) und Bagieńsko den Status eines Kurortschutzgebietes (polnisch: Obszar Ochrony Uzdrowiskowej).

## Kirche
Bis 1945 war Baginsko resp. Bürgersee in die evangelische Pfarrkirche Liebemühl in der Kirchenprovinz Ostpreußen der Kirche der Altpreußischen Union, außerdem in die römisch-katholische Kirche in Liebemühl eingegliedert.
Heute gehört Bagieńsko katholischerseits zur Pfarrei St. Bartholomäus Miłomłyn im Bistum Elbląg sowie evangelischerseits zur Kirche in Ostróda in der Diözese Masuren der Evangelisch-Augsburgischen Kirche in Polen.

## Verkehr
Bagieńsko ist von Piławki (Pillauken) aus auf einer Nebenstraße zu erreichen.
Zwischen 1926 und 1993 war Piławki die nächste Bahnstation und lag an der Bahnstrecke Ostróda–Morąg (Osterode–Mohrungen), auf der zwischen Liebemühl und Osterode auch Züge von Elbing (polnisch Elbląg) bis nach Hohenstein (Olsztynek) verkehrten. Die Strecke wurde 1993 stillgelegt und die Anlagen ab 2006 demontiert.